# Box Hill, New South Wales
Box Hill este o suburbie în Sydney, Australia.